# Gerd Theissen
Pour les articles homonymes, voir Theissen.
Gerd Theissen, né le 24 avril 1943 à Rheydt (Mönchengladbach, en Rhénanie-du-Nord-Westphalie), est un bibliste protestant allemand, professeur émérite d'exégèse du Nouveau Testament à l'université de Heidelberg. Ses ouvrages sont traduits dans une dizaine de langues.

## Biographie
Après son doctorat de théologie protestante à l'université de Bonn en 1968, Gerd Theissen y  obtient son habilitation universitaire en 1972 avec une thèse sur les récits de miracles dans le christianisme antique. Maître de conférences dans la même université de 1973 à 1978, il est nommé professeur à l'université de Copenhague en 1978. Il devient ensuite professeur à l'université de Heidelberg à partir de 1980. De 2007 à 2009, il est le secrétaire de la section philosophie de l'Académie des sciences de Heidelberg.
Son approche socio-historique des textes s'attache à définir le cadre culturel, politique et économique où ont vécu les communautés de l'Église primitive.
Gerd Theissen est marié à la psychothérapeute Christa Schaible. Ils ont deux enfants.
Il est l'un des intervenants de la série télévisée Corpus Christi (1997) de Gérard Mordillat et Jérôme Prieur.

## Ouvrages traduits en français
- Le Christianisme de Jésus, éd. Desclée de Brouwer, 1978,  (ISBN 978-2-7189-0140-4)
- L'Ombre du Galiléen, éditions du Cerf, 1988,  (ISBN 2-204-02850-9)
- Histoire sociale du christianisme primitif : Jésus, Paul, Jean, éd. Labor et Fides, 1996,  (ISBN 978-2-8309-0814-5)
- La Religion des premiers chrétiens : Une théorie du christianisme primitif, éd. du Cerf, 2002,  (ISBN 978-2-204-06866-6)
- Le Mouvement de Jésus : Histoire sociale d'une révolution des valeurs, éd. du Cerf, 2006,  (ISBN 978-2-2040-8043-9)
- Psychologie des premiers chrétiens : Héritages et ruptures, éd. Labor et Fides, 2011,  (ISBN 978-2-8309-1396-5)
- Questions de foi - Dire le christianisme autrement , éd. Olivétan/Salvator, 2021,  (ISBN 9782354795368)

## Contributions
- Collectif : Le Défi homilétique : L'exégèse au service de la prédication, éd. Labor et Fides, 1994,  (ISBN 978-2-8309-0739-1)
- Jésus et la crise sociale de son temps, in Daniel Marguerat (dir.), Jésus de Nazareth : Nouvelles approches d'une énigme, éd. Labor et Fides
- Andreas Dettwiler (éd.), Daniel Marguerat, Gerd Theissen, Jean Zumstein et al., Jésus de Nazareth : Études contemporaines, Labor et Fides, 2017  (ISBN 978-2-8309-1642-3)

## Distinctions
- 1989 : docteur honoris causa de l'université de Neuchâtel
- 1989 : Prix de littérature religieuse
- 2002 : médaille Burkitt de la British Academy